# 國英站
國英站（日语：／ Kunifusa eki */?）是位於鳥取縣鳥取市河原町，屬於西日本旅客鐵道（JR西日本）的因美線車站。

## 歷史
- 1919年（大正8年）12月20日 - 因美輕便線鳥取站至用瀨站之間開通，此站啟用。
  - 當時車站地址是鳥取縣八頭郡國英村釜口。
- 1922年（大正11年）9月2日 - 因應取消輕便線制度，因美輕便線改名為因美線，成為因美線車站。
- 1928年（昭和3年）3月15日 - 隨著因美南線開通，因美線改名為因美北線，此站成為因美北線車站。
- 1932年（昭和7年）7月1日 - 隨著鳥取至津山之間全線開通，因美北線編入至因美線的一部分，此站成為因美線車站。
- 1955年（昭和30年）3月28日 - 隨著河原町（日语：河原町 (鳥取県)）（第二次）成立，車站地址變為鳥取縣八頭郡河原町釜口。
- 1987年（昭和62年）4月1日 - 伴隨國鐵分割民營化，車站由西日本旅客鐵道（JR西日本）營運。
- 2004年（平成16年）11月1日 - 河原町編入至鳥取市，車站地址變為鳥取縣鳥取市河原町釜口。

## 車站構造
本站是設有1面1線單式月台的地面車站，站房以木材建成。智頭方向的列車會開啟右邊車門。前往鳥取方向和智頭方向的列車使用同一月台。此站是由鳥取鐵道部管理的無人車站。站內除候車室外均已拆毀，包括曾經存在的商店、售賣烏冬、咖啡等的餐廳。站內設有乘車站證明票發行機，但沒有設置廁所。

## 使用狀況
在2018年度的一年乘車人次為0.7萬人，推算出一日平均乘車人次為19人。
以下為近年乘車人次變化：
| 年度   | 一年總 乘車人次 | 一日平均 乘車人次 |
| ------ | --------------- | ----------------- |
| 2008年 | 2萬             | 55                |
| 2009年 | 1萬             | 27                |
| 2010年 | 1.7萬           | 47                |
| 2011年 | 1.3萬           | 36                |
| 2012年 | 1.3萬           | 36                |
| 2013年 | 1.3萬           | 36                |
| 2014年 | 1.2萬           | 33                |
| 2015年 | 1.1萬           | 30                |
| 2016年 | 1萬             | 27                |
| 2017年 | 0.9萬           | 25                |
| 2018年 | 0.7萬           | 19                |

## 車站周邊
- 釜口簡易郵局
- 鳥取縣警察（日语：鳥取県警察）汽車警隊（日语：自動車警ら隊）東部分駐隊
- 國道53號（日语：国道53号）
- 國道482號（日语：国道482号）
- 鳥取縣道214號國英停車場線

## 其他
- 電影「賴皮之宿（日语：リアリズムの宿）」的首個場景在此站取景。
- 此站以難讀站名而得名。

## 相鄰車站
西日本旅客鐵道（JR西日本）
 因美線
河原－國英－鷹狩

## 注腳
1. ↑  鳥取市統計要覧

## 外部連結
- 國英｜車站資訊：JR出門網 - 西日本旅客鐵道（日語）